# Cap Tagarit
Le cap Tagarit est un cap de Mauritanie situé sur l'océan Atlantique, dans la partie centrale du littoral du parc national du banc d'Arguin, entre le cap d'Alzaz et le cap Tafarit, à l'entrée de la baie de Tanoudert.